# Manuel Bandeira
Manuel Bandeira (Pernambuco, Brasil, 1886 - Rio de Janeiro, 1968) poeta, crític i traductor brasiler és un dels autors més distingits de la generació de 1933, també coneguda com la Generació del Modernisme brasiler.

## Biografia
Manuel Bandeira va néixer al 14 d'abril de 1886 a Pernambuco, Brasil, i va morir a Rio de Janeiro el 13 d'octubre de 1968. Procedia d'una família benestant. El seu pare era enginyer i un dels seus oncles va tenir un càrrec molt important en la política; des de molt petit Manuel Bandeira va estar lligat en el món de les lletres i unit a l'ambient intel·lectual. Va estudiar a Rio de Janeiro i a Sao Paulo, però no va finalitzar els seus estudis d'enginyeria per motius de salut, i per això va fer una estada a Suïssa el 1913. El 1914 va retornar al Brasil i va ser quan es va dedicar plenament a la poesia.
Va ser col·laborador, com a crític literari, musical i cinematogràfic, a diferents revistes i diaris. Va ensenyar literatura a Rio de Janeiro. I el 1938 literatura hispanoamericana a la Universitat de Brasil. Des de 1940 va ser membre de l'Acadèmia Brasilera de les lletres.

## Obra
Manuel Bandeira s'adscriu en el modernisme brasiler amb entusiasme i basa les seves propostes en la lluita amb un intel·lectualisme anacrònic. Les seves idees expressen la saturació d'un temperament que concilia el llenguatge i l'experiència des d'una perspectiva de l'ànima romàntica i de l'estructura verbal del parnassianisme.
Serà dels primers escriptors que aconsegueixen fer un perfil de l'home del Brasil contemporani. Sens dubte l'autor va destacar per la utilització del vers lliure i es va ubicar en el modernisme que va ser definit per Mario de Andrade com "El Sant Joan Baptista del modernisme Brasiler". Com a traductor va traduir les obres de Schiller i Shakespeare.
La seva obra Carnaval (1918) té una intenció renovadora pel seu ritme, el seu lirisme i la seva emoció i té una estètica postsimbolista. O Ritmo dissoluto és una obra clarament modernista, però on també es veu un intimisme que és present en altres poemes. Libertinaje va ser una obra molt important per la seva creació, va ser escrita el 1930. Amb Poètica (1925) es percep el llenguatge poètic alliberador, que mostra una estabilitat poètica i una tècnica que coincideix amb el màxim moment d'identificació amb el Modernisme. Estrela de Manha (1936) aconsegueix la seva plena maduresa poètica i tècnica, resultat de la fusió de la deformació simbolista amb els mitjans de la nova poesia.
Lirisme i simplicitat juntament amb la varietat de ritmes van fer que Manuel de Bandeira aconseguís estar a la cima de la poesia brasilera i exercís una influència sobre els poetes moderns.

## Obres literàries
| Poesia - Carnaval - 1919 - O Ritmo Dissoluto - 1924 - Poesia - 1924 - Libertinagem - 1930 - Estrela da noite - 1936 | Prosa - Crônicas da Província do Brasil - 1936 - Guía de Ouro Preto - 1938 - Noções de História das Literaturas - 1940 - Autoría das Cartas Chilenas - 1940 - Apresentação da Poesia Brasileira - 1946 - Literatura Hispano-Americana - 1949 - Gonçalves Dias, Biografía - 1952 - Itinerário de Pasárgada - 1954 | - De Poetas e de Poesía - 1954 - A Flauta de Papel - 1957 - Itinerário de Pasárgada - 1957 - Andorinha, Andorinha - 1966 - Itinerário de Pasárgada - 1966 - Colóquio Unilateralmente Sentimental -1968 - Berimbau e Outros Poemas - 1986 - Seleta de Prosa - 1997 |